# کارشناسی ارشد پرستاری
کارشناسی ارشد پرستاری (به انگلیسی: Master of Science in Nursing) به دوره‌ای گفته می‌شود که تحصیلات بالاتر از کارشناسی را در بر می‌گیرد و اولین مقطع تحصیلی پس از کارشناسی می‌باشد. هدف از ایجاد آن تربیت افرادی لایق، متعهد و متبحر می‌باشد بطوریکه بتوانند بر مبانی علوم پرستاری و متون علمی موجود احاطه یافته در اثر آشنایی با روشهای پیشرفته تحقیق در علوم و بدست آوردن کارایی و لیاقت و مهارت علمی و عملی لازم، مجموعه را به گونه‌ای کسب کنند که بخوبی بتوانند در هریک از ابعاد پرستاری، آموزش، پژوهش و مدیریت فعالیت نموده و بدین ترتیب کمبودهای موجود اعضاء هیئت علمی و دانشگاه‌ها و مؤسسات آموزش عالی و نیروی انسانی متبحر مراکز بهداشتی درمانی را جبران نمایند و از مقالات علمی و تحقیقات علوم پرستاری و علوم وابسته در جهت پیشبرد مرزهای دانش و کمک به ایجاد روح علمی در جامعه استفاده کنند.

## طول دوره و شکل نظام
براساس آیین‌نامه آموزشی دوره کارشناسی ارشد (ناپیوسته) مصوب شورای‌عالی برنامه‌ریزی انقلاب فرهنگی، حداقل طول این دوره ۲ سال و حداکثر مجاز طول تحصیلات این دوره برای دانشجویان تمام وقت ۳سال است. این دوره برای دانشجویان نیمه وقت برابر مصوبات شورایعالی انقلاب فرهنگی می‌باشد.

## شرایط و نحوه پذیرش
- دارا بودن مدرک کارشناسی در رشته پرستاری مورد تأیید وزارت بهداشت، درمان و آموزش پزشکی
- سلامت کامل جسم و روان
- موفقیت در آزمون ورودی[۲]

## گرایش‌های مدرک کارشناسی پرستاری
از کارشناسی پرستاری می‌توان در۲۲ رشته کارشناسی ارشد ادامه تحصیل داد (در آزمون وزارت بهداشت):
اپیدمیولوژی - آموزش بهداشت - آمار زیستی - پرستاری- پرستاری سالمندی- پرستاری بالغین- پرستاری کودکان- پرستاری اورژانس- پرستاری نظامی- پرستاری مراقبت‌های ویژه- پرستاری مراقبت‌های ویژه نوزادان- روانپرستاری- رفاه اجتماعی - علوم تشریحی - علوم تغذیه -علوم بهداشتی در تغذیه - فیزیولوژی - کتابداری و اطلاع‌رسانی پزشکی - مدارک پزشکی- مدیریت خدمات بهداشتی درمانی - مدیریت توانبخشی - اقتصاد بهداشت (با ۲ گرایش توسعه بهداشت و درمان – سیاستگذاری و برنامه‌ریزی بهداشت و درمان) - نانوتکنولوژی پزشکی -آموزش پزشکی - پرستاری مراقبت‌های ویژه-زیست فناوری پزشکی -ارگونومی -انفورماتیک پزشکی - پرستاری مراقبت‌های ویژه نوزادان.
رشته‌های جانبی: شامل رشته آموزش پزشکی و پزشکی می‌باشد.

## واحدهای درسی
تعداد کل واحدهای این دوره ۳۲ واحد می‌باشد و درصورت لزوم دانشجو باید نخست برخی از دروس دوره کارشناسی را حداکثر به مدت دو نیمسال بعنوان پیشنیاز بگذراند.
دروس پایه (اصلی) ۷ واحد
دروس تخصصی و الزامی ۱۹ واحد
پایان‌نامه (با طرح پژوهشی) ۶ واحد
مجموعه واحدها ۳۲ واحد
تذکر:
بدیهی است چنانچه دانشجو نیاز به گذراندن برخی دروس پیشنیاز داشته باشد در خلال این دوره آن دروس را می‌گذراند و مسلماً حداکثر طول مجاز تحصیل برای چنین دانشجویانی به نسبت واحدهای پیشنیاز گذرانده شده افزایش می‌یابد.